# Mark Webber
AO Mark Alan Webber (Queanbeyan, 27 agosto 1976) è un ex pilota automobilistico australiano.

## Carriera

### Le formule minori
Webber cominciò la propria carriera di pilota nel motocross, dedicandosi successivamente al karting e vincendo, nel 1993, il campionato del Nuovo Galles del Sud. L'anno seguente passò alle corse in monoposto, prendendo parte al campionato australiano di Formula Ford, che chiuse in quarta posizione assoluta nel 1995.
Trasferitosi in Europa, conquistò il quarto posto al Formula Ford Festival del 1995, garantendosi un volante per il campionato europeo di Formula Ford 1996.
Chiuse la stagione in terza posizione, vincendo il Formula Ford Festival a fine anno. Nel 1997 Webber disputò il campionato britannico di Formula 3, chiudendolo in quarta posizione grazie anche all'aiuto economico del celebre rugbista David Campese, suo concittadino, agli inizi della sua carriera compagno di squadra del padre di Webber a Queanbeyan, che gli permise di concludere la stagione.
Prese parte anche al Gran Premio di Macao di F3, conquistando il quarto posto.

### FIA GT e Le Mans
Nel 1998 Webber passò alle competizioni a ruote coperte, partecipando al campionato FIA GT in coppia con Bernd Schneider nel team ufficiale Mercedes e chiudendo la stagione al terzo posto assoluto con cinque vittorie. Disputò anche la 24 Ore di Le Mans insieme a Schneider e Klaus Ludwig, conquistando la pole position nella propria classe ma dovendosi ritirare in gara. Nel 1999 la Mercedes concentrò i propri sforzi nella costruzione di un prototipo della classe LMP1 per competere nella 24 Ore di Le Mans, ma durante le prove e nel warm up pre gara la vettura di Webber decollò e si capovolse in pieno rettilineo per un difetto aerodinamico. A seguito di questi e un analogo incidente in gara per il compagno Peter Dumbreck la squadra decise di ritirarsi dalla competizione.

### Formula 3000
Nel 2000 Webber tornò a correre in monoposto grazie all'appoggio di Paul Stoddart, che gli offrì un volante nel team di sua proprietà, l'European Arrows. Il pilota australiano conquistò una vittoria e il terzo posto in classifica finale, alle spalle di Bruno Junqueira e Nicolas Minassian e davanti a Fernando Alonso. Nel 2001 il pilota australiano corse nuovamente in Formula 3000 con il team Super Nova Racing, conquistando tre vittorie e chiudendo al secondo posto in classifica generale, alle spalle di Justin Wilson.

### Formula 1

#### Gli anni da collaudatore alla Arrows e alla Benetton (1999-2001)
Guidò per la prima volta una vettura di Formula 1 nel dicembre 1999 sul Circuit de Catalunya testando una Arrows A20, per il Campionato 2000 fu scelto come collaudatore della squadra di Milton Keynes.
Per il 2001 Webber ottenne un posto da collaudatore alla Benetton, il cui direttore sportivo Flavio Briatore divenne suo manager.

#### L’esordio con la Minardi (2002)

##### 2002

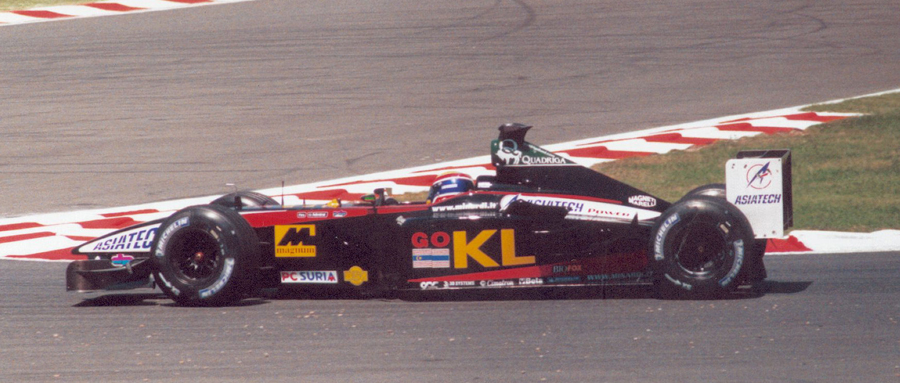
Webber al Gran Premio di Francia 2002, a bordo della Minardi

Nel 2002 Webber, rimpiazzato da Fernando Alonso nel ruolo di collaudatore alla Renault (che nel frattempo aveva acquistato la Benetton), fu ingaggiato come pilota titolare dalla Minardi, passata sotto la proprietà di Stoddart, per occupare il sedile lasciato vacante proprio dallo spagnolo. Al debutto, nel Gran Premio d'Australia, colse un inaspettato quinto posto: in una gara caratterizzata da molti ritiri, riuscì a precedere Mika Salo alla guida di una Toyota e a difendersi dai suoi attacchi, conquistando i primi punti per la Minardi dal Gran Premio d'Europa 1999. Nel prosieguo della stagione la scarsa competitività della monoposto italiana impedì a Webber di ripetere il risultato, ma l'australiano si mise in luce con certe prestazioni in qualifica ed alcune buone gare.

#### Jaguar (2003-2004)

##### 2003

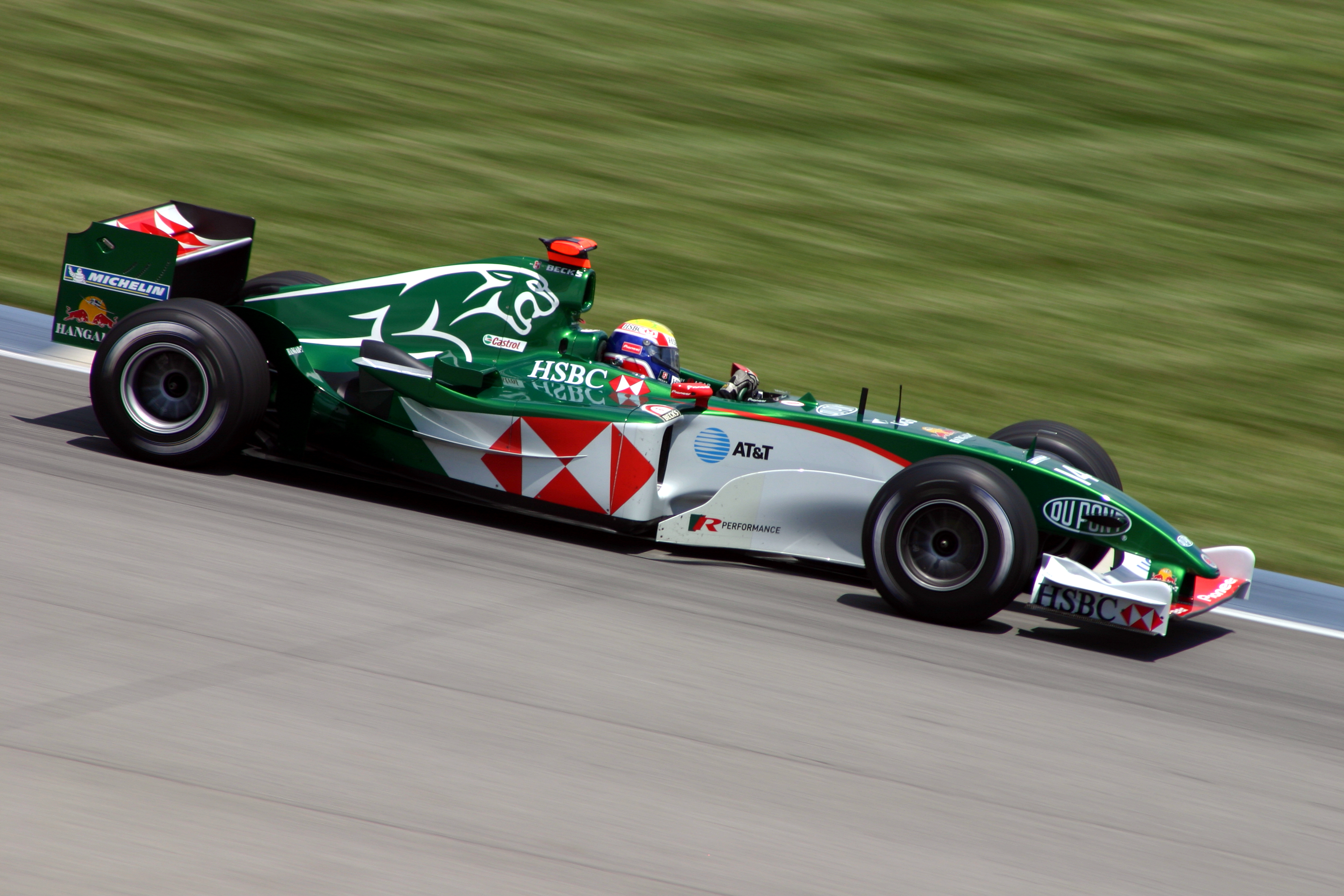
Webber al Gran Premio degli Stati Uniti 2004

Nel 2003 il pilota australiano passò alla Jaguar, al fianco dell'esordiente Antônio Pizzonia. Webber ottenne delle ottime prestazioni in qualifica, conquistando il terzo posto in griglia di partenza nel Gran Premio del Brasile, staccato di appena 44 millesimi da Rubens Barrichello in pole position. In gara il pilota australiano non riuscì a tenere il passo dei migliori, ritirandosi per incidente nel corso del 54º giro e venendo classificato prima in settima e poi in nona posizione in seguito all'interruzione della gara causata da un grave incidente di Alonso poco dopo. Webber ottenne diversi altri buoni piazzamenti in qualifica, tra i quali un altro terzo posto in griglia nel Gran Premio d'Ungheria, ma in gara non riuscì a fare meglio del sesto posto, che conquistò in tre occasioni. Il pilota australiano chiuse la stagione con il decimo posto in classifica generale, conquistando diciassette punti.

##### 2004
Confermato alla Jaguar anche per il 2004, Webber fu affiancato dal giovane esordiente Christian Klien. La stagione fu più avara di soddisfazioni della precedente a causa della minore competitività della vettura, ma Webber ottenne comunque alcuni exploit in qualifica, come il secondo posto in griglia conquistato nella seconda gara in Malesia e il terzo posto ottenuto nel Gran Premio del Giappone, vanificati in entrambi i casi da un ritiro. Il miglior risultato della stagione fu un sesto posto nel Gran Premio di Germania; in totale Webber ottenne solamente quattro piazzamenti a punti, chiudendo la stagione in tredicesima posizione in classifica generale.

#### Williams (2005-2006)

##### 2005

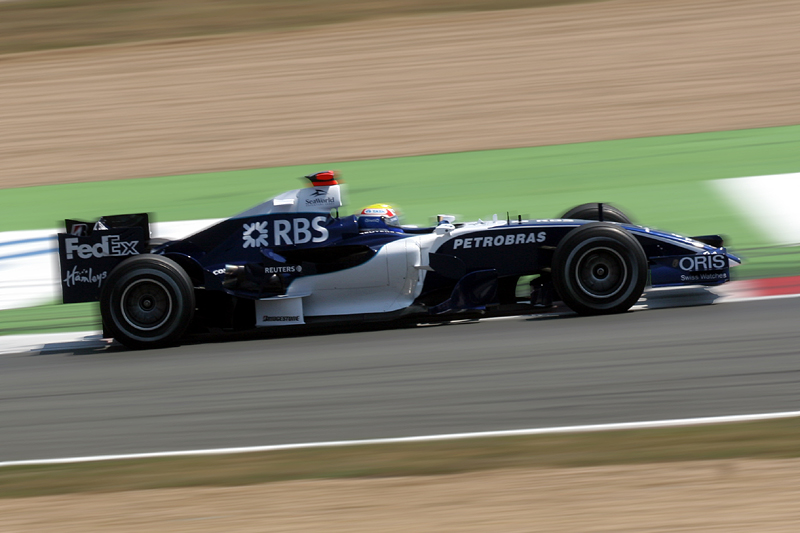
Webber nel Gran Premio di Francia 2006

Nel 2005 Webber fu ingaggiato dalla Williams in sostituzione di Juan Pablo Montoya, passato alla McLaren. La stagione partì con grandi aspettative, ma la vettura si rivelò meno competitiva del previsto e Webber risultò perdente nel confronto con il compagno di squadra Nick Heidfeld, pur conquistando il primo podio in carriera nel Gran Premio di Monaco. La seconda parte di stagione fu piuttosto difficile, anche a causa dei crescenti contrasti tra il team inglese e i motoristi della BMW; dopo una serie di gare piuttosto deludenti Webber ottenne due quarti posti in Belgio e in Giappone, chiudendo la stagione al decimo posto assoluto con 36 punti.

##### 2006
Nel 2006 rimase alla Williams, passata al motore Cosworth, senza approfittare della clausola che gli avrebbe consentito di cambiare squadra in caso di cambio di propulsore. La stagione fu molto difficile, soprattutto a causa della mancanza di affidabilità della vettura; dopo essere giunto sesto nel Gran Premio d'apertura in Bahrein, Webber ottenne il quarto posto in qualifica nel Gran Premio della Malesia (alle spalle del compagno di squadra Nico Rosberg), ritirandosi però dopo pochi giri per noie tecniche. In Australia Webber si ritirò nuovamente per noie meccaniche mentre era in testa alla gara per via dei pit stop, mentre a Monaco fu costretto all'abbandono per un problema allo scarico mentre occupava la terza posizione, dopo essere partito dalla prima fila. Nel corso della stagione la competitività della vettura diminuì e Webber faticò a lottare anche per entrare in zona punti; il pilota australiano ottenne come miglior risultato due sesti posti, chiudendo la stagione con appena sette punti e il quattordicesimo posto in classifica generale.

#### Gli anni alla Red Bull e il ritiro (2007-2013)

##### 2007

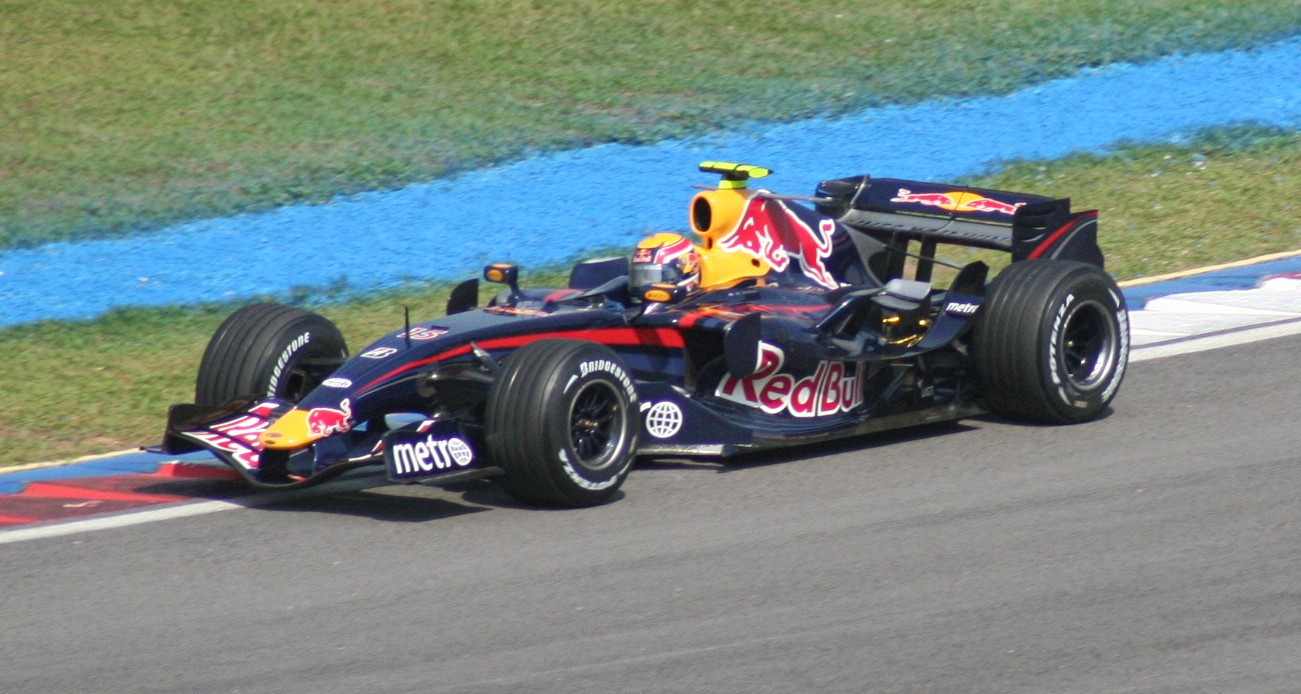
Mark Webber in azione con la sua Red Bull durante il Gran Premio della Malesia nel 2007

Passato alla Red Bull nel 2007, Webber non ottenne risultati di rilievo nella prima parte di stagione, facendo segnare i primi punti solo nel Gran Premio degli Stati Uniti, settima gara in calendario. Nel rocambolesco Gran Premio d'Europa, caratterizzato dall'incertezza delle condizioni meteo, il pilota australiano chiuse la gara in terza posizione, conquistando il secondo podio in carriera. Anche nel Gran Premio del Giappone Webber, pur debilitato da una forte gastroenterite, sfruttò le avverse condizioni meteo per portarsi in seconda posizione, venendo però tamponato dietro alla safety car dal giovane Sebastian Vettel e dovendosi ritirare. Webber chiuse la stagione con dieci punti, che gli valsero la dodicesima posizione in classifica generale.

##### 2008

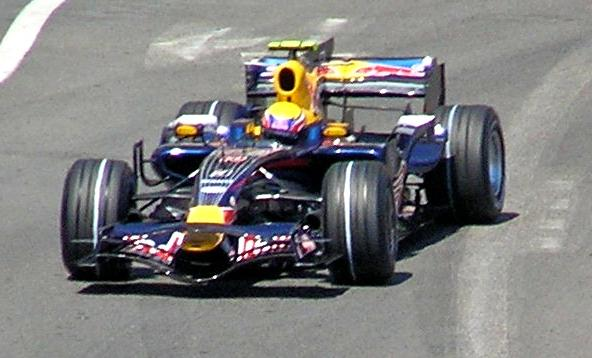
Webber a Montecarlo nel 2008

Confermato alla Red Bull anche per il 2008, sempre al fianco dell'esperto David Coulthard, Webber iniziò bene la stagione, conquistando cinque piazzamenti a punti consecutivi, tra cui un quarto posto nel Gran Premio di Monaco. La seconda parte di stagione fu più avara di soddisfazioni, nonostante la prima fila conquistata nel Gran Premio di Gran Bretagna e il terzo posto in griglia nel Gran Premio d'Italia; Webber chiuse la stagione con ventuno punti e l'undicesima posizione in classifica generale.
Il 22 novembre 2008, mentre partecipava ad un evento di beneficenza da lui organizzato (Mark Webber Pure Tasmania Challenge), il pilota australiano fu investito da un'automobile mentre era in bicicletta, riportando la frattura della gamba destra. Ritornò al volante di una Formula 1 l'11 febbraio 2009, in occasione dei test invernali.

##### 2009
Nella stagione 2009 al fianco di Webber nel team subentrò Sebastian Vettel, vincitore l'anno precedente a Monza con la Toro Rosso; incisive modifiche regolamentari stravolsero i rapporti di forza tra le scuderie, e la Red Bull in particolare si rivelò in grado di lottare per la vittoria. Dopo un 12º e un 6º posto nelle prime due corse, salì per la prima volta sul secondo gradino del podio nel Gran Premio di Cina, tagliando il traguardo dietro al nuovo compagno di squadra Vettel; concluse invece in terza posizione in Spagna. Registrò nuovamente risultati importanti con due secondi posti nelle gare successive, in Turchia ed in Gran Bretagna, grazie al quale regalò la seconda doppietta alla scuderia austriaca.
Nel Gran Premio di Germania, disputato al Nürburgring, ottenne la sua prima pole position e la sua prima vittoria, dominando la gara pur essendo stato penalizzato con un drive-through (un passaggio obbligato in corsia dei box). Ottenne così la prima vittoria di un pilota australiano in Formula 1 dopo il successo nel Gran Premio di Las Vegas 1981 conquistato da Alan Jones; al tempo stesso tuttavia stabilí anche il nuovo record di gare disputate da un pilota prima di ottenere una vittoria (130), primato battuto poi da Sergio Pérez soltanto 11 anni più tardi.

Grazie al terzo posto nel successivo Gran Premio d'Ungheria Webber salì al secondo posto in classifica generale, ma nelle cinque gare seguenti il pilota australiano non conquistò punti, uscendo dalla lotta per il titolo. In Brasile tornò alla vittoria dopo essere scattato dalla seconda posizione, mentre nella gara conclusiva di Abu Dhabi il pilota australiano giunse secondo alle spalle di Vettel. Webber chiuse la stagione in quarta posizione, conquistando due vittorie, otto podi e 69,5 punti.

##### 2010

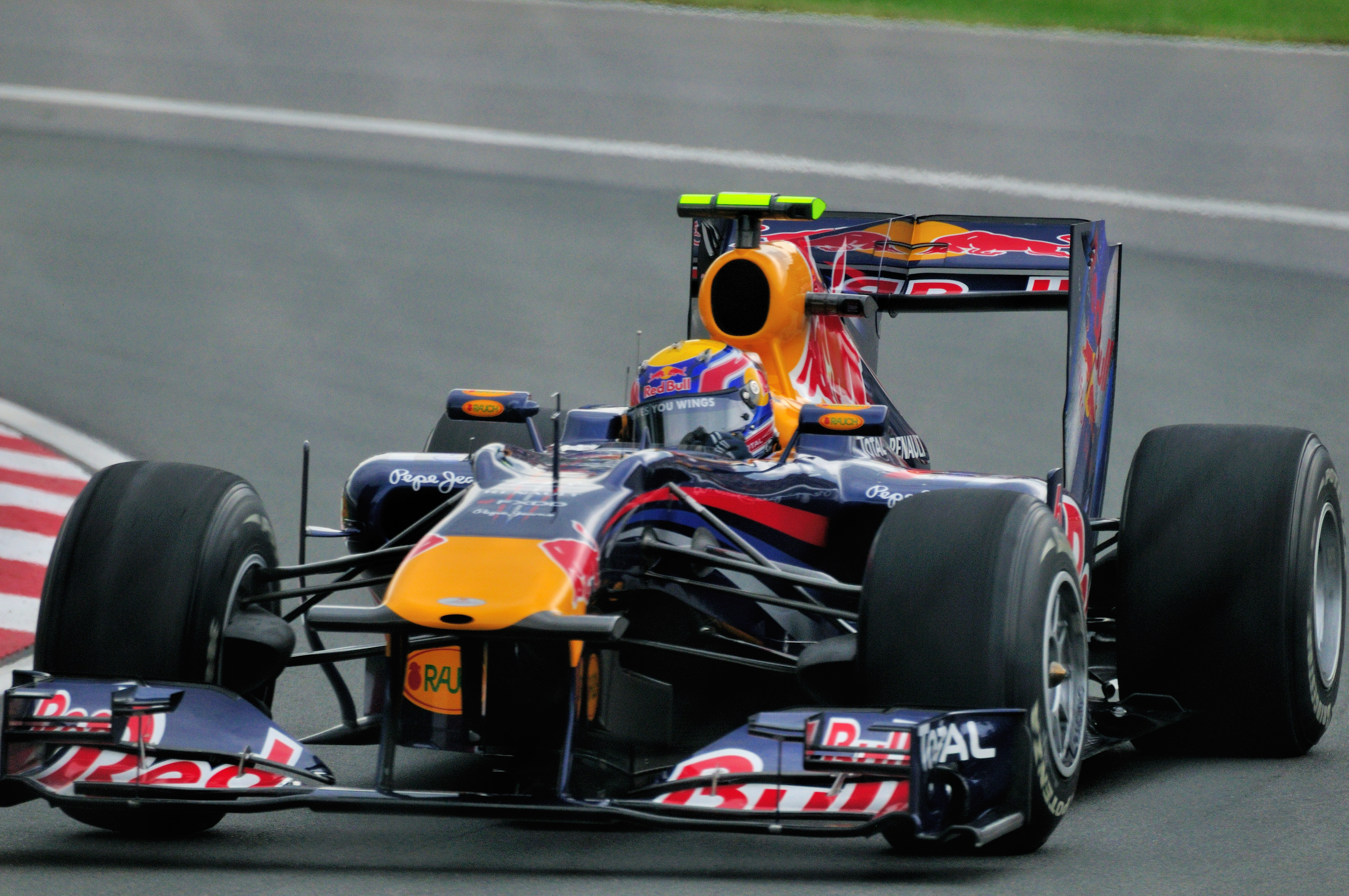
Webber durante il Gran Premio del Canada 2010

Confermato nuovamente dalla Red Bull al fianco di Vettel, Webber iniziò il 2010 in maniera piuttosto altalenante, conquistando la pole position e la seconda posizione nel Gran Premio della Malesia, ma solo dei piazzamenti in zona punti in Bahrein, Cina e Australia. Nei due Gran Premi successivi, disputati in Spagna e a Monaco, il pilota australiano dominò nettamente, conquistando pole position e vittoria in entrambe le occasioni e conducendo l'intera gara in testa; i 50 punti ottenuti lo portarono in testa alla classifica generale per la prima volta in carriera.
Nel Gran Premio di Turchia Webber conquistò la pole position per la terza volta consecutiva, impresa riuscita per l'ultima volta a Felipe Massa nella stagione 2007, ma in gara fu relegato alla terza posizione dopo un incidente con il compagno di squadra Vettel, avvenuto mentre i due occupavano rispettivamente la prima e la seconda posizione. Tale episodio alimenterà ulteriormente la rivalità tra Vettel e Webber, che già avevano un rapporto difficile per via dell'incidente al Fuji nel 2007. Questo risultato consentì comunque a Webber di allungare in classifica, portandosi in testa in solitario. Gli ottimi risultati ottenuti gli garantirono la conferma alla Red Bull per il 2011. Nel Gran Premio d'Europa, disputato a Valencia, Webber fu costretto a una difficile rimonta dopo essere partito male dalla seconda posizione in griglia. Giunto alle spalle della Lotus Racing di Heikki Kovalainen, Webber valutò male la differenza di velocità tra le due monoposto, tamponando violentemente il finlandese e decollando letteralmente sulle ruote posteriori della sua vettura; nonostante la spettacolarità dell'incidente il pilota australiano rimase illeso, conquistando la terza vittoria stagionale nel successivo appuntamento in Gran Bretagna.
In Ungheria Webber vinse nuovamente, riportandosi al comando della classifica; dopo il Gran Premio del Belgio, chiuso in seconda posizione, il pilota australiano fu superato in campionato dal vincitore Lewis Hamilton, ma il sesto posto conquistato nel Gran Premio d'Italia e il contemporaneo ritiro del pilota inglese furono sufficienti a ridare a Webber il primo posto in classifica, che mantenne e consolidò nelle due gare successive di Singapore e Suzuka, in cui giunse rispettivamente terzo e secondo. Nel Gran Premio di Corea, però, Webber si ritirò per incidente mentre occupava la seconda posizione, venendo scavalcato da Fernando Alonso; il secondo posto nel Gran Premio del Brasile non fu sufficiente a riconquistare la vetta della classifica e il deludente ottavo posto nel conclusivo Gran Premio di Abu Dhabi lo relegò al terzo posto finale, alle spalle del campione Vettel e di Alonso. A fine anno Webber dichiarò di aver corso le ultime quattro gare della stagione con una spalla fratturata in seguito ad un incidente avvenuto mentre si allenava in mountain bike dopo il Gran Premio di Singapore.

##### 2011
Webber cominciò il 2011 con un quinto posto nel Gran Premio d'Australia. In Cina il pilota australiano giunse terzo dopo essere scattato dalla diciottesima posizione in griglia, mentre in Turchia conquistò il secondo posto alle spalle del compagno di squadra Vettel. In Spagna partì in pole position e concluse la gara in quarta posizione. Identico risultato della Turchia venne ottenuto in Belgio, dove fu protagonista di un sorpasso su Alonso all'Eau Rouge. Ottenne due pole position in Gran Bretagna e in Germania dove in entrambe le occasioni giunse 3º, ottenendo un 3º posto in gara per il 4º Gran Premio consecutivo, visto che lo stesso risultato era stato conseguito precedentemente in Canada e a Valencia. Dopo altri due terzi posti a Singapore e in Corea Webber chiuse la stagione 2011 a Interlagos arrivando primo davanti al compagno Vettel e facendo anche il giro veloce della pista. Questa vittoria gli permise di sopravanzare Alonso in classifica, terminando per il 2º anno consecutivo la stagione al 3º posto in classifica, però a oltre 130 punti di distanza dal campione del mondo, Vettel.

##### 2012

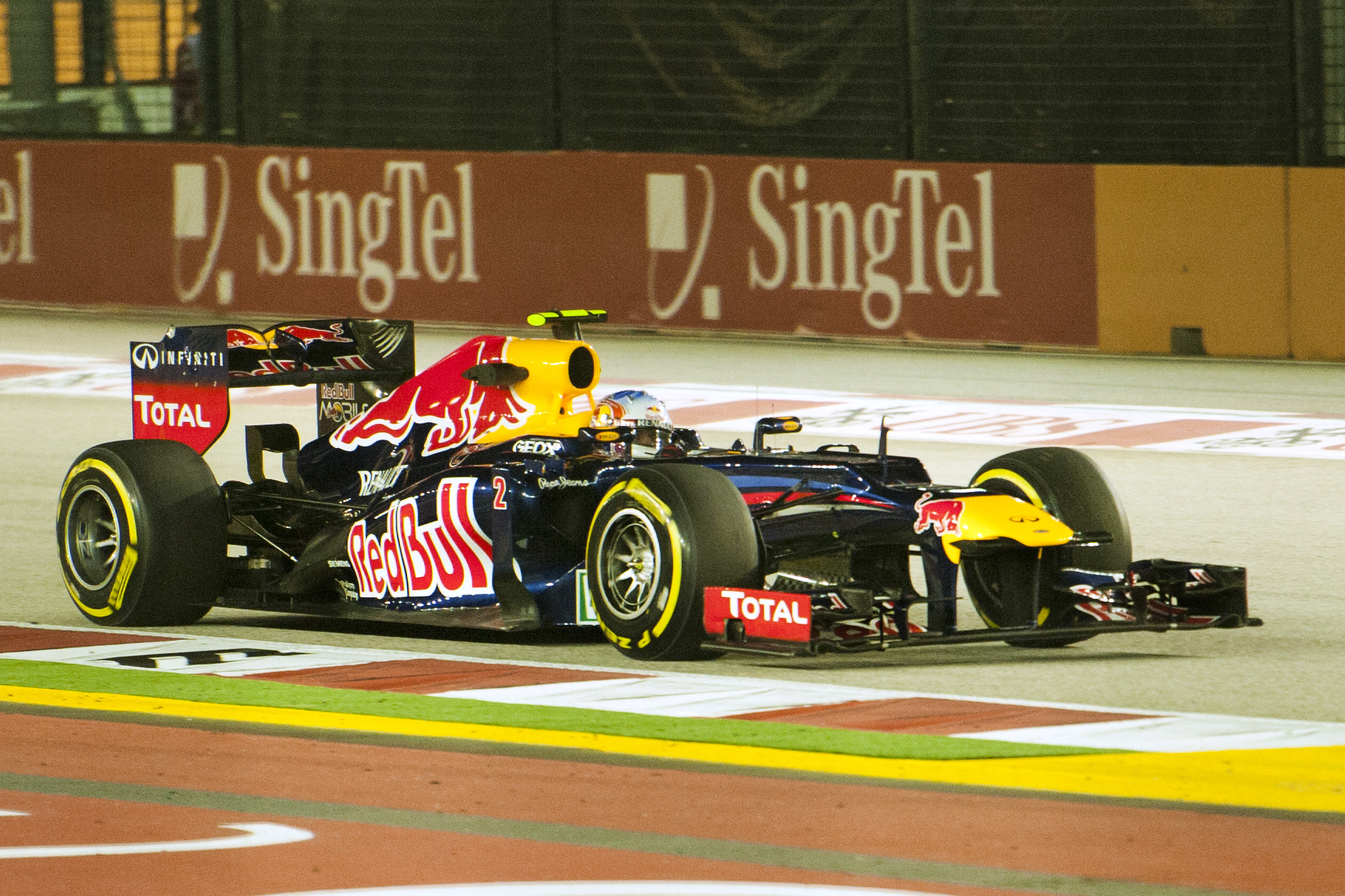
Webber nelle prove libere del Gran Premio di Singapore 2012

Il 2012 iniziò con 4 quarti posti nelle prime quattro gare, nelle prime tre delle quali batté però in qualifica Vettel, con il quale fu anche protagonista di un duello vinto a Shanghai. Dopo una gara senza punti in Spagna vinse a Monaco ritrovandosi così secondo nella classifica mondiale dietro a Fernando Alonso e pari a Vettel; perse due posizioni dopo Montreal ma le recuperò a Valencia e il secondo posto si consolidò con la vittoria in Gran Bretagna, con un sorpasso su Alonso a quattro giri dal termine, tanto che lo mantenne anche dopo gli ottavi posti in Germania e Ungheria. La serie negativa proseguì però nelle quattro gare successive, con appena 18 punti in 6 gare uscì quindi dalla lotta per il titolo, scivolando al quinto posto in classifica. Ottenne poi una pole position in Corea davanti al compagno di squadra Vettel, in lotta per il titolo, ma in gara giunse 2º facendosi passare dal tedesco alla partenza. Nella ultime 4 gare raccolse solo un terzo posto in India dopo una lunga battaglia con Alonso, dove quest'ultimo ha la meglio, 2 ritiri negli Stati Uniti e ad Abu Dhabi e un quarto posto in Brasile. L'australiano terminò la stagione al 6º posto in classifica con 179 punti, contribuendo comunque alla vittoria del campionato costruttori da parte della Red Bull.

##### 2013
La stagione 2013 iniziò con un deludente 6º posto in gara nel Gran Premio inaugurale della stagione in Australia. In Malesia invece Webber ottenne un 2º posto conquistato anche tra parecchie polemiche, riguardanti un sorpasso di Vettel ai danni dell'australiano mentre si trovava in prima posizione, quest'ultimo affermò che il team aveva chiesto che le posizioni sarebbero dovute rimanere quelle che erano prima del sorpasso del tedesco. Proprio il tedesco successivamente si scusò con il compagno, ammettendo il proprio errore. L'australiano nelle successive 3 gare affrontò un periodo piuttosto difficile, allontanandosi ulteriormente dalla testa del campionato, ottenendo un ritiro in Cina, causato dalla perdita di una ruota, un 7º posto in Bahrein e un 5º posto a Barcellona, per poi ritornare sul podio nel Gran Premio di Monaco, dove giunse 3º dopo un lungo duello con Lewis Hamilton, giunto invece 4º.
Durante la vigilia del Gran Premio di Gran Bretagna Webber annunciò che a fine stagione avrebbe lasciato la Formula 1 per dedicarsi al mondiale Endurance con la Porsche. Dopo Silverstone, dove sfiorò la vittoria giungendo 2º, l'australiano fu competitivo anche in Germania, dove però perse una ruota ai box (che colpì un cameraman ferendolo) finendo addirittura doppiato, rimontò poi fino al settimo posto grazie alla safety car. Invece in Ungheria agguantò un buon 4º posto, considerando che scattava dalla 10ª casella, sfiorando anche il podio ed effettuando il giro più veloce in gara. Il ritorno sul podio fu a Monza, in terza posizione, seguirono però due ritiri consecutivi, un 2º posto in Giappone dalla pole (prima di allora nel campionato era sempre stato battuto da Vettel in qualifica) e un nuovo ritiro in India, incolpevole come i due precedenti, mentre occupava sempre la piazza d'onore. Questi risultati lo mantennero al quinto posto in campionato, a 35 punti dal podio iridato, che però recuperò con tre podi nelle ultime tre gare, anche grazie ai problemi di Kimi Räikkönen. Nella sua ultima gara in F.1 in Brasile Webber si congedò togliendosi il casco durante il giro d'onore e portando la bandiera australiana sul podio. Il bilancio finale fu quindi il 3º posto in classifica generale, con 199 punti, 8 podi, 2 pole ma nessuna vittoria.

### Il ritorno nelle gare di durata

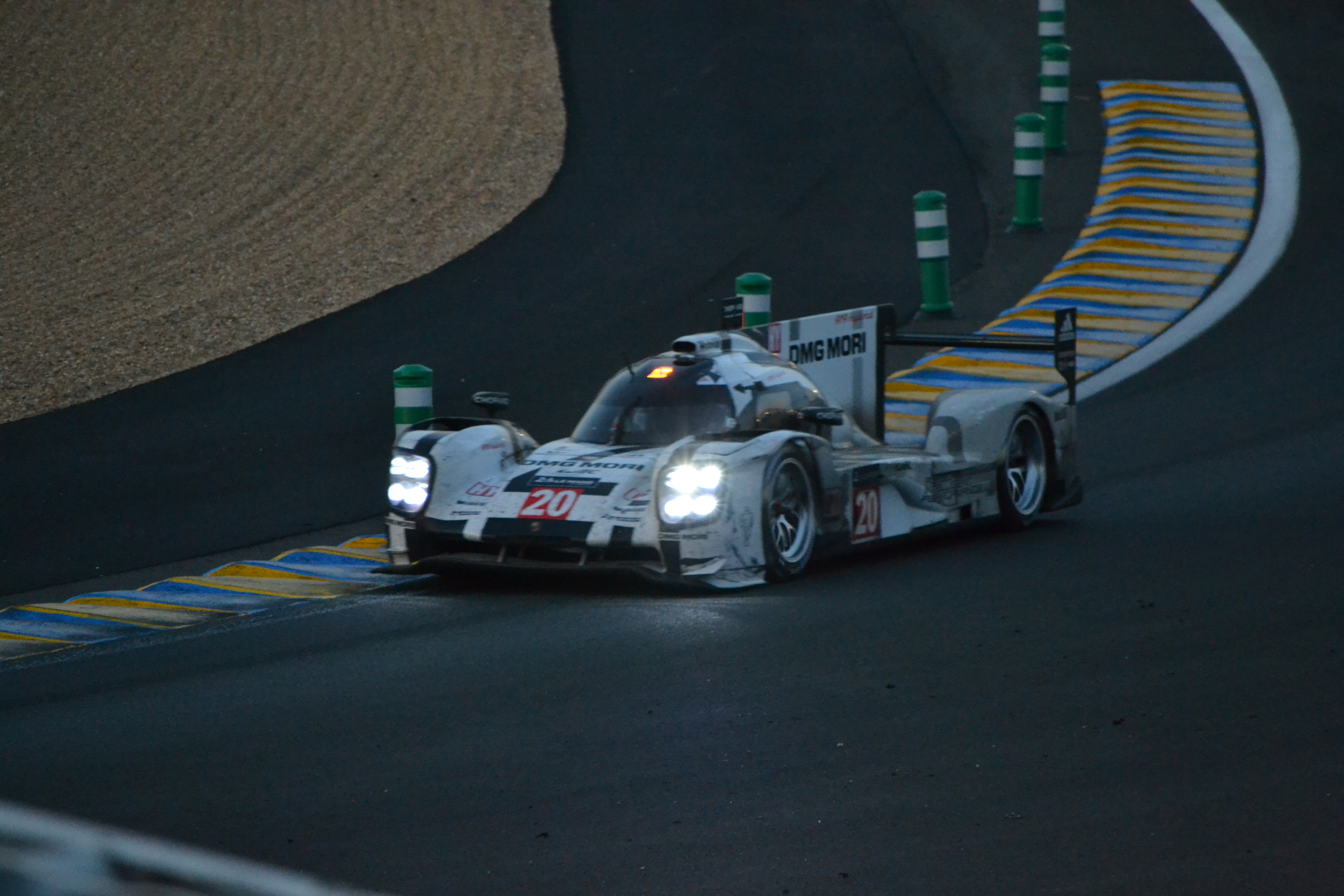
La Porsche 919 Hybrid n. 20 dell'equipaggio di Mark Webber alla 24 Ore di Le Mans 2014.

Nel 2014 Webber debuttò con la Porsche nel mondiale Endurance (categoria LMP1-H) con un equipaggio formato anche dal tedesco Timo Bernhard e dal neozelandese Brendon Hartley, già collaudatore Red Bull; nella prima gara, la 6 Ore di Silverstone, giunsero terzi (considerando anche la F1 per l'australiano fu il sesto podio di fila sul circuito britannico), mentre a Spa arrivarono fuori dai primi 10. Alla 24 Ore di Le Mans Webber e i suoi compagni furono costretti al ritiro verso la 21ª ora, dopo che avevano lottato per la vittoria. Alla successiva 6 Ore di Austin sono solo quinti mentre al Fuji replicano il loro miglior risultato stagionale con un ottimo terzo posto, piazzamento che ottengono anche in Bahrein dopo il sesto posto a Shanghai. Nell'ultima prova stagionale, sul circuito di Interlagos, Webber, partito dalla pole, è protagonista di un violento impatto all'Arquibancadas, stesso punto dell'incidente del 2003; anche questa volta fortunatamente non riporta serie conseguenze. Nella classifica finale l'equipaggio è nono con 64,5 punti.
Nel 2015 Webber continua a correre in Endurance con la Porsche e gli stessi compagni di squadra. Nella prima gara di campionato a Silverstone i tre fanno subito la pole ma sono poi costretti al ritiro per un problema alla trasmissione. A Spa sono di nuovo in pole e in gara arrivano terzi. Alla 24 Ore di Le Mans partono terzi e dopo aver condotto la gara per qualche ora, giungono secondi assoluti alle spalle dell'altra Porsche 919 di Hulkenberg-Tandy-Bamber. Nella gara successiva, la 6 Ore del Nurburgring, ottengono la loro prima vittoria in carriera nel WEC; nelle tre gare successive arrivano altre tre vittorie che portano l'equipaggio in testa al mondiale. La prova decisiva è quindi la 6 Ore del Bahrein, dove a Webber-Bernhard-Hartley basta un quinto posto per ottenere il titolo mondiale Endurance; per l'australiano è il primo mondiale in carriera.
La stagione 2016 è l'ultima di Webber nelle gare di durata, il 13 ottobre 2016 infatti Mark annuncia ufficialmente il suo ritiro dalle corse automobilistiche al termine del campionato. Quest'annata vede quattro vittorie (al Nürburgring, a Città del Messico, ad Austin e a Shanghai), che arrivano però dopo che le prime tre gare sono state compromesse da incidenti e problemi tecnici, tra queste vi è la 24 Ore di Le Mans in cui l'equipaggio di Webber arriva solo decimo; la conseguenza è che l'australiano e i compagni non riescono a difendere il titolo e terminano il mondiale al quarto posto.

## Risultati in Formula 1
| 2002 | Scuderia | Vettura |   |     |    |    |    |    |    |    |    |     |   |     |    |     |     |     |    |  |  |  | Punti | Pos. |
| ---- | -------- | ------- | - | --- | -- | -- | -- | -- | -- | -- | -- | --- | - | --- | -- | --- | --- | --- | -- |  |  |  | ----- | ---- |
| 2002 | Minardi  | PS02    | 5 | Rit | 11 | 11 | NP | 12 | 11 | 11 | 15 | Rit | 8 | Rit | 16 | Rit | Rit | Rit | 10 |  |  |  | 2     | 16º  |

| 2003 | Scuderia | Vettura |     |     |   |     |   |   |     |   |   |   |    |    |   |   |     |    |  |  |  |  | Punti | Pos. |
| ---- | -------- | ------- | --- | --- | - | --- | - | - | --- | - | - | - | -- | -- | - | - | --- | -- |  |  |  |  | ----- | ---- |
| 2003 | Jaguar   | R4      | Rit | Rit | 9 | Rit | 7 | 7 | Rit | 7 | 6 | 6 | 14 | 11 | 6 | 7 | Rit | 11 |  |  |  |  | 17    | 10º  |

| 2004 | Scuderia | Vettura |     |     |   |    |    |     |   |     |     |   |   |   |    |     |   |    |     |     |  |  | Punti | Pos. |
| ---- | -------- | ------- | --- | --- | - | -- | -- | --- | - | --- | --- | - | - | - | -- | --- | - | -- | --- | --- |  |  | ----- | ---- |
| 2004 | Jaguar   | R5      | Rit | Rit | 8 | 13 | 12 | Rit | 7 | Rit | Rit | 9 | 8 | 6 | 10 | Rit | 9 | 10 | Rit | Rit |  |  | 7     | 13º  |

| 2005 | Scuderia | Vettura |   |     |   |   |   |   |     |   |    |    |    |     |   |     |    |   |     |   |   |  | Punti | Pos. |
| ---- | -------- | ------- | - | --- | - | - | - | - | --- | - | -- | -- | -- | --- | - | --- | -- | - | --- | - | - |  | ----- | ---- |
| 2005 | Williams | FW27    | 5 | Rit | 6 | 7 | 6 | 3 | Rit | 5 | NP | 12 | 11 | Rit | 7 | Rit | 14 | 4 | Rit | 4 | 7 |  | 36    | 10º  |

| 2006 | Scuderia | Vettura |   |     |     |   |     |   |     |     |    |     |     |     |     |    |    |   |     |     |  |  | Punti | Pos. |
| ---- | -------- | ------- | - | --- | --- | - | --- | - | --- | --- | -- | --- | --- | --- | --- | -- | -- | - | --- | --- |  |  | ----- | ---- |
| 2006 | Williams | FW28    | 6 | Rit | Rit | 6 | Rit | 9 | Rit | Rit | 12 | Rit | Rit | Rit | Rit | 10 | 10 | 8 | Rit | Rit |  |  | 7     | 14º  |

| 2007 | Scuderia | Vettura |    |    |     |     |     |   |   |    |     |   |   |     |   |   |     |    |     |  |  |  | Punti | Pos. |
| ---- | -------- | ------- | -- | -- | --- | --- | --- | - | - | -- | --- | - | - | --- | - | - | --- | -- | --- |  |  |  | ----- | ---- |
| 2007 | Red Bull | RB3     | 13 | 10 | Rit | Rit | Rit | 9 | 7 | 12 | Rit | 3 | 9 | Rit | 9 | 7 | Rit | 10 | Rit |  |  |  | 10    | 12º  |

| 2008 | Scuderia | Vettura |     |   |   |   |   |   |    |   |    |     |   |    |   |   |     |   |    |   |  |  | Punti | Pos. |
| ---- | -------- | ------- | --- | - | - | - | - | - | -- | - | -- | --- | - | -- | - | - | --- | - | -- | - |  |  | ----- | ---- |
| 2008 | Red Bull | RB4     | Rit | 7 | 7 | 5 | 7 | 4 | 12 | 6 | 10 | Rit | 9 | 12 | 8 | 8 | Rit | 8 | 14 | 9 |  |  | 21    | 11º  |

| 2009 | Scuderia | Vettura |    |   |   |    |   |   |   |   |   |   |   |   |     |     |    |   |   |  |  |  | Punti | Pos. |
| ---- | -------- | ------- | -- | - | - | -- | - | - | - | - | - | - | - | - | --- | --- | -- | - | - |  |  |  | ----- | ---- |
| 2009 | Red Bull | RB5     | 12 | 6 | 2 | 11 | 3 | 5 | 2 | 2 | 1 | 3 | 9 | 9 | Rit | Rit | 17 | 1 | 2 |  |  |  | 69,5  | 4º   |

| 2010 | Scuderia | Vettura |   |   |   |   |   |   |   |   |     |   |   |   |   |   |   |   |     |   |   |  | Punti | Pos. |
| ---- | -------- | ------- | - | - | - | - | - | - | - | - | --- | - | - | - | - | - | - | - | --- | - | - |  | ----- | ---- |
| 2010 | Red Bull | RB6     | 8 | 9 | 2 | 8 | 1 | 1 | 3 | 5 | Rit | 1 | 6 | 1 | 2 | 6 | 3 | 2 | Rit | 2 | 8 |  | 242   | 3º   |

| 2011 | Scuderia | Vettura |   |   |   |   |   |   |   |   |   |   |   |   |     |   |   |   |   |   |   |  | Punti | Pos. |
| ---- | -------- | ------- | - | - | - | - | - | - | - | - | - | - | - | - | --- | - | - | - | - | - | - |  | ----- | ---- |
| 2011 | Red Bull | RB7     | 5 | 4 | 3 | 2 | 4 | 4 | 3 | 3 | 3 | 3 | 5 | 2 | Rit | 3 | 4 | 3 | 4 | 4 | 1 |  | 258   | 3º   |

| 2012 | Scuderia | Vettura |   |   |   |   |    |   |   |   |   |   |   |   |    |    |   |   |   |     |     |   | Punti | Pos. |
| ---- | -------- | ------- | - | - | - | - | -- | - | - | - | - | - | - | - | -- | -- | - | - | - | --- | --- | - | ----- | ---- |
| 2012 | Red Bull | RB8     | 4 | 4 | 4 | 4 | 11 | 1 | 7 | 4 | 1 | 8 | 8 | 6 | 20 | 11 | 9 | 2 | 3 | Rit | Rit | 4 | 179   | 6º   |

| 2013 | Scuderia | Vettura |   |   |     |   |   |   |   |   |   |   |   |   |    |     |   |     |   |   |   |  | Punti | Pos. |
| ---- | -------- | ------- | - | - | --- | - | - | - | - | - | - | - | - | - | -- | --- | - | --- | - | - | - |  | ----- | ---- |
| 2013 | Red Bull | RB9     | 6 | 2 | Rit | 7 | 5 | 3 | 4 | 2 | 7 | 4 | 5 | 3 | 15 | Rit | 2 | Rit | 2 | 3 | 2 |  | 199   | 3º   |

| Legenda | 1º posto     | 2º posto | 3º posto    | A punti         | Senza punti/Non class.  | Grassetto – Pole position Corsivo – Giro più veloce |
| Legenda | Squalificato | Ritirato | Non partito | Non qualificato | Solo prove/Terzo pilota | Grassetto – Pole position Corsivo – Giro più veloce |

### Vittorie in F1
| Anno | Vittorie                                  |
| ---- | ----------------------------------------- |
| 2009 | 2 Germania, Brasile                       |
| 2010 | 4 Spagna, Monaco, Gran Bretagna, Ungheria |
| 2011 | 1 Brasile                                 |
| 2012 | 2 Monaco, Gran Bretagna                   |